# Mer Icarienne
La mer Icarienne est une partie de la mer Méditerranée située dans la mer Égée. 

## Légende et toponymie
La mer Icarienne se trouve au sud-est de la Grèce, au milieu des îles où, selon la légende, Icare, fils de Dédale, est tombé après s'être approché trop près du Soleil, car la cire qui maintenait les plumes des ailes que lui avait confectionnées son père avait fondu. 

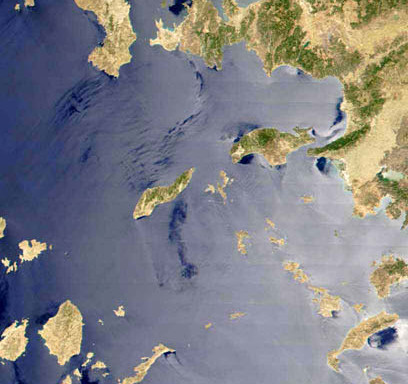
NASA, Photo satellite de la mer Icarienne, 2016.

## Situation et description
La mer Icarienne est située entre les Cyclades et l'Asie Mineure. Elle contient notamment les îles de Samos, Cos, Patmos, Léros, Fourni et Icarie.